# Pseudosinella thibaudi
Pseudosinella thibaudi is een springstaartensoort uit de familie van de Entomobryidae. De wetenschappelijke naam van de soort is voor het eerst geldig gepubliceerd in 1977 door Stomp.